# Kölliken
Kölliken este un municipiu în districtul Zofingen, cantonul Argovia, Elveția.